# Сириус (клуб по хоккею с мячом)
«Си́риус» (швед. IK Sirius BK) — шведский клуб по хоккею с мячом из Уппсалы.

## История
Клуб основан в 1907 году. Первым достижением для «Сириуса» стал выход в финал национального чемпионата 1918 года, в котором он уступил своим землякам из «Уппсалы» только в переигровке после ничьи в первой игре. А уже в 1921 и 1922 годах «Сириус» дважды подряд выиграл звание чемпиона, причём в 1921 году соперником по финалу была та же «Уппсала», и судьба титула снова решалась в переигровке, в которой на этот раз сильнее оказался «Сириус». Клуб доходил до финала также в 1926 и 1928 годах. После такого успешного десятилетия в команде наступил спад, продолжавшийся до начала 1960-х годов, когда «Сириус» вернулся в число сильнейших клубов Швеции. В 1960-1962 годах он три раза подряд доходил до финала чемпионата, правда, выиграть смог только в 1961 году. Потенциал у команды был большой, что «Сириус» и доказал, выиграв ещё два чемпионских титула в 1966 и 1968 годах, подведя таким образом черту под вторым в своей истории знаковым десятилетием. В дальнейшем команда не смогла больше ни разу пробиться в финал, и в последующие годы единственный крупным успехом для «Сириуса» стала победа на Кубке мира в 1992 году, когда в финале был разбит «Сандвикен» 7-0.

## Достижения
- Чемпион Швеции: 5

- 1921, 1922, 1961, 1965/66, 1967/68

- Вице-чемпион Швеции: 5

- 1918, 1926, 1928, 1960, 1962

- Обладатель Кубка мира: 1

- 1992

- Финалист Кубка мира: 1

- 1977

## Известные игроки
- Сергей Ломанов-старший